# Arabidopsis arenosa
Arabidopsis arenosa (L.) Lawalrée, detta comunemente arabetta delle sabbie è una piccola pianta biennale appartenente alla famiglia delle Brassicaceae. Come il nome suggerisce privilegia terreni sabbiosi e calcarei.